# Ágios Spyrídon (ort i Grekland, Mellersta Makedonien)
Ágios Spyrídon är en ort i Grekland.   Den ligger i prefekturen Nomós Pierías och regionen Mellersta Makedonien, i den norra delen av landet, 270 km norr om huvudstaden Aten. Ágios Spyrídon ligger 65 meter över havet och antalet invånare är 1 337.
Terrängen runt Ágios Spyrídon är varierad.Runt Ágios Spyrídon är det ganska tätbefolkat, med 60 invånare per kvadratkilometer. Närmaste större samhälle är Kateríni, 8,7 km nordost om Ágios Spyrídon. 